# Æscwine van Wessex
Æscwine (ook Aescwine, Escuuine genoemd, ? - 676) was van 674 tot 676 koning van de Gewissæ, een volksgroep, die in de late 7e eeuw als de "West-Saksen" het Angelsaksische koninkrijk Wessex zouden stichten.

## Leven
Æscwine behoorde tot het huis Wessex en was een zoon van Cenfus. Volgens Æthelweard zou hij afstammen van Cerdic, de eerste koning van Wessex. Na koning Cenwalhs dood in 672 begon een politiek instabiele periode. Æscwine's vader Cenfus schijnt zich als onderkoning (subregulus) naast (of onder) Seaxburg en andere onderkoningen te hebben doen gelden. Vanaf het jaar 674 verdwijnen Cenfus en Seaxburg uit de bronnen. Zij werden opgevolgd door Cenfus' zoon Æscwine, die de heerschappij waarschijnlijk met onderkoningen moest delen. In 675 kwam het tot een slag bij Bedanheafde (plaats is niet geïdentificeerd) tegen koning Wulfhere van Mercia, waarvan de uitslag niet werd overgeleverd. Wulfhere stierf echter kort daarop. Æscwine kon de (vermoedelijke) overwinning niet uitbuiten. Hij stierf na een slechts twee jaar durende regering in 676. Hij werd opgevolgd door Centwine (mogelijk een zoon van koning Cynegils van Wessex).